# Terri Timely
Ian Kibbey (Berkeley, 1981) e 
Corey Creasey (Nevada City, 1979) meglio conosciuti sotto lo pseudonimo di Terri Timely, sono due registi e fotografi statunitensi.
Attivi nell'ambiente del cinema, della televisione e della pubblicità, i due imprimono nei loro lavori un'evidente atmosfera surreale ed onirica.
Hanno lavorato per diversi artisti musicali come la band The Little Ones e con cantanti come St. Vincent, Laura Veirs e Joanna Newsom, realizzando i video-promo per le loro composizioni.

Il loro lavoro si divide praticamente tra piccole produzioni indipendenti e realizzazioni di vasta diffusione. Se i loro cortometraggi e i loro videoclip restano nella fascia della produzione indipendente, i loro lavori pubblicitari sono quasi l'opposto.

Infatti rinomate aziende commerciali come la Nissan e la Black & Decker si sono rivolte al duo per la promozione dei loro prodotti.

## Filmografia

### Cortometraggi
- Synesthesia (2010)
- Cecil
- Children are a Gift
- Lift Off
- A Persistent Vision
- Belle Genevieve
- Input/Output
- Mark Landis – Father Philanthropy
- Lazy Susan

### Videoclip
- St. Vincent - "Marrow"
- St. Vincent - "Actor Out of Work"
- The Little Ones - "Ordinary Song"
- Joanna Newsom - "The Sprout and the Bean"
- Air Traffic - "Charlotte"
- The Little Ones - "Lovers who uncover"
- Midlake - "Young Bride"
- Air Traffic - "Shooting Star"
- The Little Ones - "Oh MJ!"
- Modest Mouse - "Invisible"
- Bobby Birdman - "I Will Come Again"
- The Exit - "Don't Push"
- Laura Veirs - "Galaxies"

### Spot pubblicitari
- Nissan - "Drift"
- Black & Decker - "Smart Drill"
- PACT Apparel - "The Office of Eden"
- Pulco - "Ode To Laziness"
- Comcast - "Kathy"
- Orangina - "Giraffe"